# ソン・メイカー
ソン・マリアル・メイカー（Thon Marial Maker, 1997年2月25日 - ）は、オーストラリアのプロバスケットボール選手。南スーダンのワーウ出身。西オーストラリア州パース育ち。NBAGリーグのリオグランデバレー・バイパーズに所属している。ポジションはセンターまたはパワーフォワード。

## 来歴
1997年にスーダン (現：南スーダン)のワーウで、マヌート・ボルやルオル・デンと同じディンカ族の子として生まれる。メイカー一家は第二次スーダン内戦の戦火から逃れる為に、ソンが幼い頃にウガンダに脱出した後オーストラリアに難民として移動し、以降は西オーストラリア州パースで過ごす。
14歳の時にバスケットボールを始め、2013年にNBA選手を目指す為に渡米し、バージニア州マーティンズビルのカーライル高等学校に進学。1年生ながらレギュラーに定着し、同校を州王者に導く。しかしメイカーは、2014年9月にカナダに航り、オンタリオ州オレンジビルのオレンジビル予備校に編入学した。
2015年3月にオレゴン州ポートランドで開催されたナイキ・フープ・サミットでは、ベン・シモンズらと共に世界選抜チームの一員として出場し、103-101で勝利。2016年の予備校卒業時にはアリゾナ州立大学、フロリダ州立大学
、インディアナ大学、カンザス大学、ケンタッキー大学、ノートルダム大学、セントジョンズ大学、ネバダ大学ラスベガス校からの誘いを受けたものの、19歳で迎える2016年のNBAドラフトにエントリーすることを宣言。NCAAには進まず高校から直接NBA入りすることを決意した。ドラフトでは全体10位という高い評価を受けてミルウォーキー・バックスから指名された。
1年目の2016-17シーズン、ジョン・ヘンソンの控えとして57試合(34先発)に平均9.9分の出場で、4.0得点・2.0リバウンド・0.5ブロックなどを記録した。2017年3月31日のデトロイト・ピストンズ戦で自己最多の23得点を記録したが、これが自身にとってNBAで唯一の1試合20得点となった。
2017-18シーズンは74試合(12先発)に平均16.7分の出場で、4.8得点・3.0リバウンド・0.7ブロックなどを記録した。
2018-19シーズンはブルック・ロペスの加入により出場機会が激減し、2019年2月8日、ニューオーリンズ・ペリカンズ、デトロイト・ピストンズとの3チーム間トレードによりピストンズに移籍した。
2019-20シーズンはアンドレ・ドラモンドの控えとして60試合(14先発)に平均12.9分の出場で、4.7得点・2.8リバウンド・0.7ブロックなどを記録した。
2020-21シーズン開幕前にクリーブランド・キャバリアーズと契約したが、2021年1月にジェームズ・ハーデンが絡む大型トレードの結果、キャバリアーズはジャレット・アレンとトーリアン・プリンスを獲得し、メイカーとヨギ・フェレルを解雇した。
2021年8月25日、ハポエル・エルサレムBCと契約。国内リーグのイスラエル・バスケットボール・プレミアリーグでは2試合に出場し、5.0得点、5.0リバウンド、2.0ブロック、バスケットボール・チャンピオンズリーグでは4試合に出場し、2.8得点、3.5リバウンドという成績に終わり、2021年12月12日にチームから契約解除が発表された。
2022年1月21日、Gリーグに所属するロングアイランド・ネッツへの加入が発表された。

## 家族
メイカー一家はディンカ族で、父は身長203cm、母も190cmの長身を誇っているという。

## 代表歴
2022年FIBAアジアカップでは全6試合に出場し、1試合平均25.5分の出場で、17.2得点、8.8リバウンド、2.3アシスト、1.3ブロックというスタッツを残しチームの優勝に大きく貢献。大会ベスト5に選出されている。

## 個人成績

### NBA

#### レギュラーシーズン
| シーズン  | チーム | GP  | GS | MPG  | FG%  | 3P%  | FT%  | RPG | APG | SPG | BPG | TO | PPG |
| --------- | ------ | --- | -- | ---- | ---- | ---- | ---- | --- | --- | --- | --- | -- | --- |
| 2016–17   | MIL    | 57  | 34 | 9.9  | .459 | .378 | .653 | 2.0 | .4  | .2  | .5  | .3 | 4.0 |
| 2017–18   | MIL    | 74  | 12 | 16.7 | .411 | .298 | .699 | 3.0 | .6  | .5  | .7  | .6 | 4.8 |
| 2018–19   | MIL    | 35  | 0  | 11.7 | .440 | .333 | .541 | 2.7 | .5  | .3  | .5  | .3 | 4.7 |
| 2018–19   | DET    | 29  | 5  | 19.4 | .373 | .307 | .766 | 3.7 | .9  | .4  | 1.1 | .8 | 5.5 |
| 2018-19計 | DET    | 64  | 5  | 15.2 | .407 | .320 | .667 | 3.2 | .7  | .3  | .8  | .5 | 5.0 |
| 2019–20   | DET    | 60  | 14 | 12.9 | .482 | .344 | .664 | 2.8 | .7  | .4  | .7  | .8 | 4.7 |
| 2020–21   | CLE    | 8   | 0  | 9.5  | .556 | .000 | .909 | 2.3 | .5  | .3  | .5  | .4 | 3.8 |
| 通算      | 通算   | 263 | 65 | 13.8 | .435 | .327 | .680 | 2.8 | .6  | .4  | .7  | .5 | 4.6 |

#### プレーオフ
| シーズン | チーム | GP | GS | MPG  | FG%  | 3P%  | FT%  | RPG | APG | SPG | BPG | TO  | PPG |
| -------- | ------ | -- | -- | ---- | ---- | ---- | ---- | --- | --- | --- | --- | --- | --- |
| 2017     | MIL    | 6  | 6  | 19.3 | .387 | .200 | .818 | 3.2 | 2.0 | .8  | 1.8 | 1.3 | 5.8 |
| 2018     | MIL    | 6  | 2  | 21.7 | .393 | .300 | .714 | 3.8 | .8  | .3  | 1.8 | .7  | 5.5 |
| 2019     | DET    | 4  | 2  | 17.3 | .269 | .000 | .889 | 2.3 | 1.0 | .0  | 1.0 | .8  | 5.5 |
| 通算     | 通算   | 16 | 10 | 19.7 | .353 | .190 | .815 | 3.2 | 1.3 | .4  | 1.6 | .9  | 5.6 |